# CASTLE ATTACK
CASTLE ATTACKは、新日本プロレスが主催するプロレス興行の一つ。

## 概要
2021年より開催される新シリーズ
東北を中心に前哨戦が組まれており、大阪城ホールでシリーズ最終戦を行う。通称『城攻め』

## 試合結果

### 2021

#### CASTLE ATTACK(2月27日)
| 第1試合 20分1本勝負                                                             |                                          |                                                    |
| 小島聡 ●天山広吉 棚橋弘至                                                       | 10分22秒 オスカッター→片エビ固め         | ジェフ・コブ ウィル・オスプレイ○ グレート-O-カーン |
| 第2試合 30分1本勝負 ■スペシャルシングルマッチ                                   |                                          |                                                    |
| ●YOSHI-HASHI                                                                    | 12分52秒 エイプシット→片エビ固め         | タンガ・ロア○                                      |
| 第3試合 30分1本勝負 ■スペシャルシングルマッチ                                   |                                          |                                                    |
| ○後藤洋央紀                                                                     | 6分39秒 GTR→片エビ固め                   | タマ・トンガ●                                      |
| 第4試合 時間無制限1本勝負 ■「KOPW2021」争奪戦 -YTR式テキサス・ストラップマッチ- |                                          |                                                    |
| ○矢野通 (KOPW2021保持者)                                                        | 12分50秒 4本目のコーナーパッド除去(LCPR) | チェーズ・オーエンズ● (チャレンジャー)             |
| ※矢野通がKOPW2021を防衛 ※LCPRはラストコーナーパッドリムーブの頭文字             |                                          |                                                    |
| 第5試合 60分1本勝負 ■スペシャルシングルマッチ                                   |                                          |                                                    |
| ●石井智宏                                                                       | 25分42秒 ブレードランナー→体固め         | ジェイ・ホワイト○                                  |
| 第6試合 60分1本勝負 ■スペシャルシングルマッチ                                   |                                          |                                                    |
| ○オカダ・カズチカ                                                               | 28分11秒 レインメーカー→片エビ固め       | EVIL●                                              |

#### CASTLE ATTACK(2月28日)
| 第1試合 20分1本勝負                                                  |                                |                                             |
| ○小島聡 天山広吉                                                     | 9分56秒 ラリアット→体固め      | ジェフ・コブ● ウィル・オスプレイ            |
| 第2試合 30分1本勝負                                                  |                                |                                             |
| 矢野通 石井智宏 ○オカダ・カズチカ                                    | 8分35秒 マネークリップ         | チェーズ・オーエンズ● ジェイ・ホワイト EVIL |
| 第3試合 60分1本勝負 ■IWGPタッグ選手権試合                            |                                |                                             |
| タンガ・ロア ○タマ・トンガ (第88代王者組)                            | 15分46秒 ガンスタン→片エビ固め | YOSHI-HASHI 後藤洋央紀● (挑戦者組)          |
| ※王者組が2度目の防衛に成功                                           |                                |                                             |
| 第4試合 60分1本勝負 ■NEVER無差別級選手権試合                         |                                |                                             |
| ○棚橋弘至 (第32代王者)                                               | 18分44秒 回転十字固め          | グレート-O-カーン (挑戦者)●                 |
| ※王者が初防衛に成功                                                  |                                |                                             |
| 第5試合 60分1本勝負 ■第89代IWGPジュニアヘビー級王座決定戦 3WAYマッチ |                                |                                             |
| BUSHI ●エル・ファンタズモ                                            | 23分12秒 ピンチェ・ロコ→体固め | エル・デスペラード○                         |
| ※勝利したエル・デスペラードが第89代王者となる。                      |                                |                                             |
| 第6試合 60分1本勝負 ■IWGPインターコンチネンタル選手権試合            |                                |                                             |
| ○飯伏幸太 (第27代王者)                                               | 27分50秒 カミゴェ→体固め       | 内藤哲也● (挑戦者)                          |
| ※王者が3度目の防衛に成功                                             |                                |                                             |